# Volo West Coast Airlines 703
Il volo West Coast Airlines 703 era un volo a scopo addestrativo della West Coast Airlines operato il 17 gennaio 1963 da un Fokker F27. Durante la fase di atterraggio a Salt Lake City, mentre simulava un'avaria, il Fokker 27 si schiantò sulla superficie del Gran Lago Salato non dando scampo ai tre occupanti del velivolo.

## L'aereo
Il velivolo coinvolto nell'incidente era un Fokker F27 con numero di registrazione N2703 e C/N 6 motorizzato da due Rolls-Royce Dart 510 costruito nel 1958. Al momento dell'incidente aveva accumulato un totale di 11 708 ore di volo.

## L'incidente
Il Fokker F27 decollò regolarmente dall'aeroporto di Salt Lake City alle 14:31 per effettuare la missione addestrativa dalla durata di 1h e 30 minuti circa. A bordo trovavano posto l'allievo pilota, l'istruttore e un ispettore della FAA. Alle 15:31 diversi testimoni dichiararono di aver visto il Fokker con l'elica del motore sinistro in bandiera. Alcuni minuti dopo il controllore del traffico aereo dell'Aeroporto di Salt Lake vide sul radar l'aereo volare a 8 000 piedi (2 400 m) senza nessun evento rilevante. Alle 15:50 l'aereo stava volando ad ovest della città di Salt Lake a nord-ovest dell'aeroporto. I dati prelevati del registratore dei dati di volo indicano che 127 secondi prima dell'impatto il Volo 703 iniziò una discesa con un rateo di circa 1 566 piedi/minuto che si sarebbe conclusa con l'impatto contro la superficie del lago. Non c'è evidenza, nelle registrazioni, di alcun tentativo dei piloti di evitare l'impatto.

## Le indagini
Per accertare le cause dell'incidente venne nominata una inchiesta presieduta dalla Civil Aeronautics Board. Dall'analisi dei rottami si stabilì che il Fokker impattò l'acqua con angolo di 11 gradi a picchiare, il carrello esteso, i flap completamente estesi ed entrambi i motori che giravano a bassa velocità. In base ai dati raccolti, gli investigatori confermarono che il velivolo stava simulando una discesa con un solo motore operativo, così come richiesto dalle procedure di compagnia. La causa più probabile dell'incidente è la mancata supervisione dell'istruttore alla condotta di volo dell'allievo. La commissione non riuscì comunque a determinare il motivo di tale mancanza.

## Conseguenze
Il 17 luglio 1963 venne inviata alla FAA la raccomandazione di emanare, per le operazioni di addestramento, l'obbligo di una quota minima per la simulazione della discesa in emergenza con un solo motore operativo.